# Yermin Fernando Arizala
Yermin Fernando Arizala Cortes (Tumaco, Colombia; 3 de enero de 2004) es un futbolista colombiano que juega de delantero en el Real Madrid Castilla C. F. de la Primera Federación de España.

## Trayectoria

### Comienzos
Llegó al fútbol base del Real Madrid Club de Fútbol en 2017

### Real Madrid Castilla Club de Fútbol
Formado en las inferiores del Real Madrid, Yermin Jr fue promovido al Real Madrid Castilla Club de Fútbol en 2022.